# Reedsburg, Wisconsin
Reedsburg là một thành phố thuộc quận Sauk, tiểu bang Wisconsin, Hoa Kỳ. Năm 2000, dân số của thành phố này là 7827 người.